# 喬爾尼夫卡
48°25′7″N 26°0′38″E / 48.41861°N 26.01056°E
喬爾尼夫卡（烏克蘭語：Чорнівка）是位於烏克蘭西南部的村莊，由切爾諾夫策州切爾諾夫策區的切爾諾夫策市鎮負責管轄。該村距離切爾諾夫策22公里，海拔高度240米，2001年人口2,364。